# Militaire Decoratie
Op 1 januari 1791 werden twee ridderorden, de Orde van de Heilige Lodewijk en de Orde van Militaire Verdienste door de Conventie, het revolutionaire parlement, samengevoegd tot de Militaire Decoratie (Frans: "la Décoration Militaire") en daarmee werd de achterstelling van protestantse officieren opgeheven.
De Orde van Militaire Verdienste werd op 10 maart 1759 ingesteld door Lodewijk XV van Frankrijk om ook de vele niet-katholieke officieren in zijn legers te kunnen onderscheiden. Lodewijk XIV had vastgelegd dat alleen katholieke officieren de Orde van de Heilige Lodewijk konden ontvangen en in de eed die de ridders in deze orde aflegden zwoeren zij altijd katholiek te zullen blijven. 

In het midden van de 18e eeuw was Frankrijk iets toleranter en er was behoefte aan een tweede onderscheiding, want één op de twintig officieren was protestant. Het ging om de officieren van het Zweedse, de negen Duitse en tien Zwitserse regimenten. En dan was er de beroemde Zwitserse Garde (Frans: "régiment des gardes-suisses") van de koning.
De katholieke Zwitserse luitenant-generaal Maurice de Courten was de geestelijke vader van de Orde. De koning nam zijn voorstel over om een onderscheiding te creëren die in alles op de Orde van de Heilige Lodewijk leek. De Koning vermeed zorgvuldig het woord "Orde" in het oprichtingsbesluit dat sprak van een "établissement sous le titre du Mérite Militaire" (Frans: Instelling met de naam Militaire Verdienste"). In 1784 maakte Lodewijk XVI daar een "Institution du Mérite Militaire" van.
De in dit "instituut" opgenomen officieren hoefden zich niet achtergesteld te voelen, want de onderscheiding had dezelfde procedures, vorm, kleur lint en pensioenen als de oudere Orde van de Heilige Lodewijk. Op het kruis ontbrak uiteraard een afbeelding van de heilige, daarvoor in de plaats was een lauwerkrans gekomen. 

De drie graden (1e, 2e en 3e graad of "degré") kwamen ook overeen met de drie klassen van de oudere Orde. In 1785 werden ook de graden omgedoopt in Grootkruis, Commandeur of grootlint en Ridder.
In de ogen van de revolutionairen was iedere Fransman gelijk; Liberté, Égalité, Fraternité was de leus en ook een programma en daarom besloot de Conventie, het revolutionaire Franse parlement, op 1 januari 1791 de Orde van de Heilige Lodewijk en de Orde van Militaire Verdienste samen te voegen tot de "Décoration Militaire". De Koning, nu een constitueel vorst, bekrachtigde dit besluit.
In september van dat jaar werd besloten dat deze onderscheiding ook aan protestanten zou worden verleend. De 5424 dragers van deze onderscheiding, in vorm gelijk aan de Orde van de Heilige Lodewijk, verloren door de wet van 15 oktober 1792 die alle Orden afschafte hun onderscheiding.
In de opstandige Vendée en aan de fronten van de landen die het revolutionaire Frankrijk bevochten, werden door de Franse koning in ballingschap desondanks 4418 Ridders in de Orde van de Heilige Lodewijk en vele Ridders in de Orde van Militaire Verdienste benoemd. De verbannen koning hield vast aan de regel dat protestantse officieren geen Orde van de Heilige Lodewijk konden ontvangen.
Napoleon I merkte op dat de ambitie om de Orde van de Heilige Lodewijk te verwerven de officieren zoveel enthousiasme gaf dat "het Franse leger zonder een dergelijk vooruitzicht geen oorlogen had kunnen voeren". Deze Orde, en mutatis mutandis dus ook de Orde van Militaire Verdienste, stond dan ook model voor zijn Legioen van Eer dat zonder onderscheid van religie werd verleend.
Het is geen toeval dat alle drie de onderscheidingen aan een rood lint worden gedragen.

## De Militaire Decoratie na de val van Napoleon
Na de restauratie van de Bourbons bepaalde deze koning op 16 november 1816 dat de Orde van de Heilige Lodewijk en de Orde van Militaire Verdienste een nieuwe rol zou krijgen en hij verleende niet minder dan 12000 kruisen in de vergeefs gebleken hoop daarmee het door Napoleon I gestichte Legioen van Eer te verdringen.
De tijdens de regering van Lodewijk XVI in het leven geroepen Militaire Decoratie werd stilzwijgend gelijkgesteld aan de Orde van Militaire Verdienste.
De Koning maakte alle maarschalken van Frankrijk tot Ridder in deze Orden en kondigde aan dat officieren met 24 dienstjaren, dat hield dus in dat zij dienst konden hebben genomen in het revolutionaire leger van 1792, recht op de Orde van de Heilige Lodewijk hadden. Het verschil tussen katholieken en protestanten bleef bestaan.
De Julirevolutie van 1830 maakte een einde aan de Bourbon-monarchie en ook aan de Militaire Decoratie en de Orde van Militaire Verdienste. De Ridders werd gevraagd om de orde met de gehate lelies van de Bourbons niet meer te dragen. In een aantal gevallen werden de lelies daarom van de kruisen verwijderd.
De Militaire Decoratie was een gouden kruis met daarop een medaillon. Zoals in die tijd gebruikelijk droegen de Ridders, er waren geen vrouwelijke leden, hun ordeteken iedere dag.
Ackermann vermeldt deze onderscheiding als ridderorde en als een historische orde van Frankrijk. In de literatuur over orden en onderscheidingen worden de Militaire Decoratie, de instelling en de Institutie als ridderorden beschouwd ook al waren zij dat in naam niet en bezaten zij geen grootmeester.

## Draagwijze
De "Instelling", het "instituut", de latere Orde en de Militaire Decoratie werden allen als volgt gedragen:
- Ridders (chevaliers) droegen een kruis aan een lint op de linkerborst.
- Commandeurs droegen een kruis aan een sjerp.
- Grootkruisen (Grand-Croix) droegen een geborduurde ster en een kruis aan een sjerp.